# Фаркаш, Гизелла
Гизелла Фаркаш (венг. Farkas Gizella, 18 ноября 1925 — 17 июня 1996), в результате замужеств также носившая фамилии Фекете (венг. Fekete), Герваи (венг. Gervai) и Лантош (венг. Lantos) — венгерская спортсменка, игрок в настольный теннис, многократная чемпионка мира, 14-кратная чемпионка Венгрии. 

## Биография
Родилась в 1925 году в Мишкольце. Принимала участие во всех чемпионатах мира с 1949 по 1954 годы, а также в чемпионате мира 1959 год; кроме этого участвовала в первых двух чемпионатах Европы. Завоевала большое количество титулов, в 1949 году заняла 1-ю строчку во всемирном рейтинге ITTF. С 1974 года проживала в Австрии.